# Molinis
Molinis (en romanche Molinas) era una comuna suiza del cantón de los Grisones, situada en el distrito de Plessur, círculo de Schanfigg. Limitaba al norte con las comunas de Lüen y Sankt Peter-Pagig, al noreste y este con Peist, al sur con Arosa, y al oeste con Tschiertschen-Praden. El 1 de enero de 2013 se fusionó en la comuna de Arosa junto con las antiguas comunas de Calfreisen, Castiel, Langwies, Lüen, Peist y Sankt Peter-Pagig.